# Cratere Denning (Luna)
Denning è il nome di un cratere lunare da impatto intitolato all'astronomo britannico William F. Denning, situato nell'emisfero lunare più distante dalla Terra (faccia nascosta). Si trova a metà strada tra i crateri Levi-Civita, a sud, e Marconi, a nord-nord-est. A circa due diametri di distanza, verso sud-est, si trova il grande cratere Gagarin.
Il bordo di questo cratere è circolare, ma piuttosto eroso ed irregolare come altezza. Vi è un modesto rilievo al centro, composto da due alture. Adiacente al bordo esterno, verso sud-ovest, si trova il cratere satellite Denning R, di dimensioni maggiori del cratere principale. A circa un diametro di distanza, verso sud-est, si trova una regione di elevata albedo, probabilmente generata da un piccolo impatto, piuttosto recente.

## Crateri correlati
Alcuni crateri minori situati in prossimità di Denning sono convenzionalmente identificati, sulle mappe lunari, attraverso una lettera associata al nome.
| Denning | Coordinate             | Diametro (in km) |
| ------- | ---------------------- | ---------------- |
| B       | 14°46′48″S 143°41′24″E | 30,69            |
| C       | 14°03′36″S 145°30′00″E | 16,1             |
| D       | 15°56′24″S 144°19′12″E | 13,91            |
| L       | 18°41′24″S 143°25′12″E | 22,53            |
| R       | 16°58′12″S 141°18′00″E | 72,37            |
| U       | 15°51′36″S 138°51′00″E | 31,6             |
| V       | 15°22′48″S 140°00′36″E | 25,4             |
| Y       | 13°45′36″S 142°28′12″E | 52,47            |
| Z       | 12°31′48″S 142°40′12″E | 14,36            |